# John Bird Sumner
Pour les articles homonymes, voir John Sumner et Bird.
John Bird Sumner, né en 1780 et mort le 6 septembre 1862, est un ecclésiastique britannique, et le quatre-vingt-onzième archevêque de Cantorbéry.